# مركز سابان للترفيه
مركز سابان للترفيه (بالإنجليزية:  Saban Entertainment)‏،هي شركة إنتاج تلفزيوني أمريكية مستقلة، تأسست في عام 1983 من قِبل المُنتجيّن الموسيقييّن حاييم سابان وشوكي ليفي. تقوم بدبلجة مسلسلات الانمي والرسوم المتحركة وبعض الأفلام إلى اللغة الإنجليزية في أمريكا الشمالية، انحلت هذه الشركة في 2003 وانتهى نشاطها الرسمي في 2008.

## التاريخ
مركز سابان هو بالأصل مركز سابان باريس الدولي الذي تأسس عام 1977 من قِبل حاييم سابان وتوردجمين جاكلين كشركة إنتاج التلفزيوني. في عام 1983، انتقل مركز سابان باريس الدولي إلى مجال الرسوم المتحركة. استمر المركز في دبلجة الرسوم المتحركة في عقد التسعينات والألفيّة الأولى إلى أن تمّ شراء الشركة في عام 2001 من قِبل شركة Fox Family Worldwide ثم تلاها شركة استيديوهات والت ديزني التي اشترت حصةً من الشركة وقامت بتغيير اسم الشركة إلى سي آي بي أنيميشن (بالإنجليزية: SIP Animation)‏ في 1 أكتوبر 2002، واستمرت في دبلجة مسلسلات الإنمي إلى أن أُغلقت في 2008.

## أهم الأعمال
- أبطال الديجيتال الجزء الأول
- أبطال الديجيتال الجزء الثاني
- أبطال الديجيتال الجزء الثالث
- باور رينجرز وايلد فورس
- سبايدرمان (1994)
- سوبر ماريو بروس سوبر شو
- دراغون بول زد
- مغامرات زينة ونحول
- فلينت محقق الزمن
- كعبول
- مغامرات بيتر بان
- بسمة وعبدو
- مغامرات هاني وعاصم

## روابط خارجية
- مركز سابان للترفيه على موقع IMDb (الإنجليزية)